# Rumänische Eishockeyliga 1994/95
Die Saison 1994/95 war die 65. Spielzeit der rumänischen Eishockeyliga, der höchsten rumänischen Eishockeyspielklasse. Meister wurde zum insgesamt 32. Mal in der Vereinsgeschichte Steaua Bukarest.

## Modus
In der Hauptrunde absolvierte jede der fünf Mannschaften insgesamt 20 Spiele. Der Erstplatzierte der Hauptrunde wurde Meister. Für einen Sieg erhielt jede Mannschaft zwei Punkte, bei einem Unentschieden gab es einen Punkt und bei einer Niederlage null Punkte.

## Hauptrunde

### Tabelle
|    | Klub                        | Sp | S  | U | N  | T   | GT  | Punkte |
| -- | --------------------------- | -- | -- | - | -- | --- | --- | ------ |
| 1. | Steaua Bukarest             | 20 | 17 | 2 | 1  | 146 | 54  | 36     |
| 2. | SC Miercurea Ciuc           | 20 | 13 | 2 | 5  | 114 | 64  | 28     |
| 3. | Sportul Studențesc Bukarest | 20 | 8  | 3 | 9  | 68  | 109 | 19     |
| 4. | CSM Dunărea Galați          | 20 | 7  | 2 | 11 | 67  | 81  | 16     |
| 5. | Imasa Sfântu Gheorghe       | 20 | 0  | 1 | 19 | 31  | 118 | 1      |

Sp = Spiele, S = Siege, U = Unentschieden, N = Niederlagen